# Hidenaga Tojotomi
Hidenaga Tojotomi (豊臣秀長, 8. dubna 1540 – 15. února 1591) byl nevlastní bratr Hidejošiho Tojotomi a zároveň jeho nejvyšší vazal. V historické literatuře bývá uváděno též jméno Hidenaga Hašiba.
Hidenaga se připojil k Hidejošiho skupině roku 1573, po získání provincie Ómi, a podnikl s ním odvetné tažení proti Micuhidemu Akečimu. Hidejoši následně jmenoval Hidenagu velitelem vojska v rámci expanze na Šikoku v roce 1585 a o dva roky později dokonce vrchním velitelem invazní armády proti Kjúšú.
Hidenaga byl nevýrazným vojevůdcem, který upřednostňoval rozvážnou taktiku (jak ukázala například bitva o Sendai-Gawu). Posléze byl jmenován Dainogonem a jeho příjem se blížil 1 milionu koku. Kromě toho mu bylo povoleno nosit titul Mino no kami. Jako nejdůvěryhodnější z Hidejošiho družiny byl vybrán za ochránce jeho syna Curumacua. Když Curumacu roku 1591 zemřel, stal se Hidenaga jediným dědicem svého, nyní již bezdětného, bratra. Ke vší smůle však Hidenaga ještě týž rok podléhá vleklé nemoci a Hidejoši nemá nikoho, kdo by zdědil jeho titul a postavení.